# 송석항
송석항은 충청남도 서천군 마서면 송석리에 위치한 어항이다. 1978년 4월 24일 지방어항으로 지정되었다. 시설관리자는 서천시장이다.

## 어항구역
송석항의 어항구역은 다음과 같다.
- 수역
  - 슴갈목섬 뿌리 기점(X=286,430 Y=165,668)으로부터 남서쪽 아목섬 정상을 경유 이 점에서 정동쪽 방향으로 그어 육지와 연결한 선내의 공유수면
- 육역
  - 충청남도 서천군 마서면 송석리 531-14 외 4필지(세부내역 생략)

## 개발계획
2009년 3월 19일 본 항의 개발계획이 변경 고시되었다. 변경된 개발계획의 주요내용은 다음과 같다.
- 개발계획 : 방파제 151m, 진입도로 298m, 물양장 155m, 호안 80m, 준설매립 1식, 기타(우수공 포함) 1식
- 어항기능시설 계획 : 기본시설 2,301m2, 보급시설 982m2, 어항어구 보전시설 3,075m2, 수산물 유통 판매시설 1,245m2, 수산물 처리 가공시설 1,076m2, 공공시설 1,545m2, 도로 3,353m2, 기타 1,106m2